# Ісламський центр Відня
Ісламський центр Відня (нім. Islamisches Zentrum Wien) — найбільша мечеть в Австрії. Розташована у Відні, в районі Флоридсдорф.

## Історія
У 1969 році ісламська громада Відня придбала ділянку землі площею 8300 м² для будівництва мечеті. У зв'язку з фінансовими труднощами, початок будівництва було відкладено декілька разів. У 1975 році Саудівський король Фейсал ібн Абдель Азіз Аль Сауд зобов'язався взяти на себе фінансові витрати, пов'язані з будівництвом мечеті.
Будівельні роботи розпочалися 1 липня 1977 року. 20 листопада 1979 року Віденський ісламський центр був відкритий президентом Австрії Рудольфом Кірхшлегером. Ця подія широко висвітлювалося в місцевих засобах масової інформації.

## Опис мечеті
Мінарет Віденського ісламського центру має висоту 32 метри. Висота купола становить 16 метрів, діаметр купола — 20 метрів.

## Освітня діяльність
У 2012 році Віденський ісламський центр імені імама Алі отримав дозвіл від Товариства «Аль-Мостафа аль-Алямійє» на набір студентів на навчання зі 120 спеціальностей в області ісламської теології.